# Giardino pensile
Il giardino pensile è un'area di suolo vegetale che non ha diretto contatto con il suolo naturale.
I giardini pensili (verde pensile intensivo) sono in genere costruiti per esigenze scenografiche, pertanto si caratterizzano per uno scopo prevalentemente estetico, a differenza del tetto verde (verde pensile estensivo) che viene realizzato per scopi tecnici. Il verde pensile, più in generale, è una tecnologia finalizzata alla realizzazione di strati vegetali su superfici non direttamente a contatto con il suolo naturale, quindi con impianti vegetali pianificati e successivamente collocati su strati di supporto strutturali impermeabili.
Un giardino pensile richiede la predisposizione di un sistema di drenaggio dell'acqua, così come spesso viene dotato di un sistema di irrigazione artificiale e, oltre alla funzione decorativa, permette di migliorare il microclima del volume sottostante (es. tetto verde, utilizzato per l'isolamento termico grazie all'inerzia termica del terreno e della coltre vegetale).
Numerose ricerche sono state condotte sulle teorie del "tetto-giardino" da parte di rilevanti personalità dell'architettura e dell'urbanistica, tra i quali Le Corbusier, Henri Sauvage, Antonio Sant'Elia, Adolf Loos, Jean Renaudie, Friedensreich Hundertwasser.

## Storia

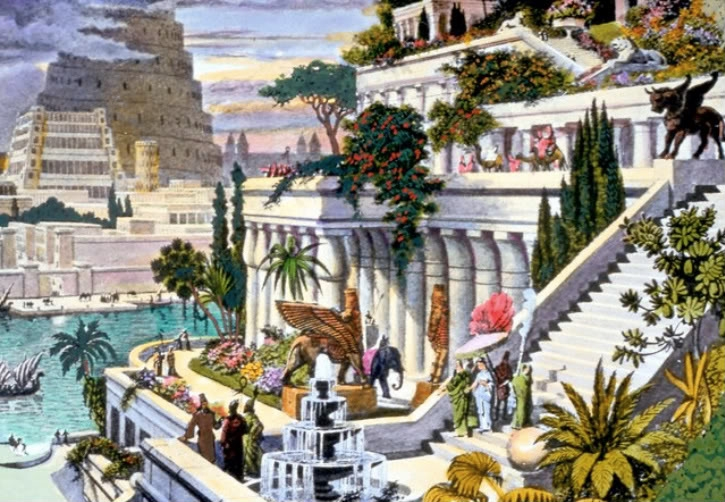
Ricostruzione artistica ipotetica dei Giardini pensili di Babilonia

### Giardini di Babilonia
Datati intorno al 590 a.C., sono inseriti tra le 7 meraviglie del mondo antico e rappresentano il simbolo arcaico dei giardini pensili. 

### Civiltà etrusca
In Italia le tracce delle più antiche coperture a verde pensile, ad oggi intatte e riconoscibili, sono quelle delle tombe Etrusche.

### Impero romano
Tra i monumenti più noti abbiamo il Mausoleo di Augusto e il Mausoleo di Adriano. Numerose sono le ville le cui testimonianze lasciano suppore l'uso del verde pensile.

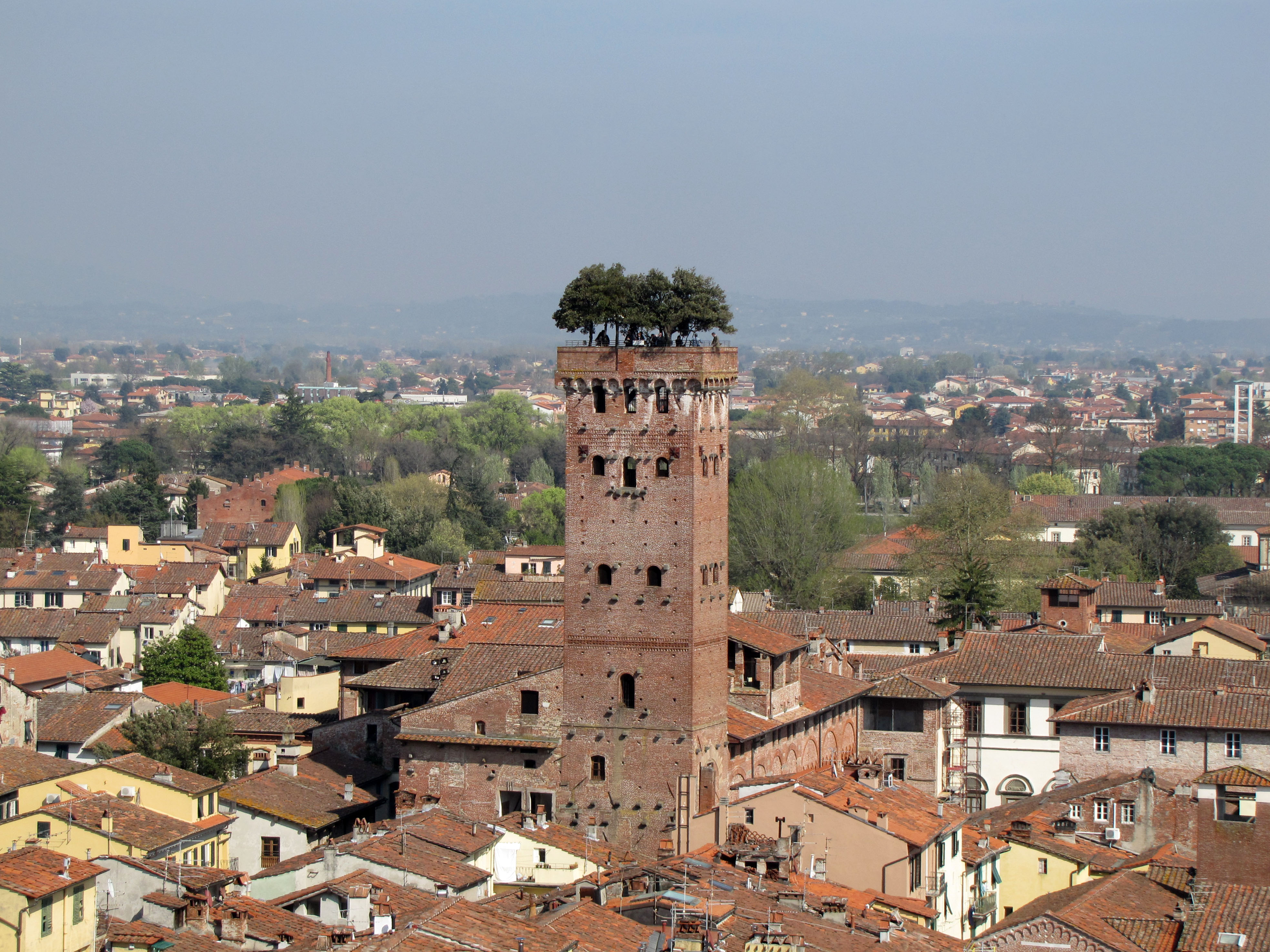
Torre Guinigi, Lucca

### Medioevo
Il verde pensile assume una connotazione non più estetica e di prestigio ma viene impiegato come strumento tecnico difensivo. Tra gli esempi più noti abbiamo la Torre Guinigi a Lucca.

### Rinascimento
Rilancio del giardino pensile con connotazione artistica ed estetica. A Mantova si trova un giardino pensile cinquecentesco nel complesso architettonico del Palazzo Ducale. Altri giardini pensili di età rinascimentale sono quelli del Palazzo Piccolomini a Pienza (Siena) e del parco di Villa Medici (Fiesole).

### XIX secolo
Dal XIX secolo il verde pensile inizia ad assumere una connotazione ecologica in risposta all'industrializzazione durante la rivoluzione industriale.

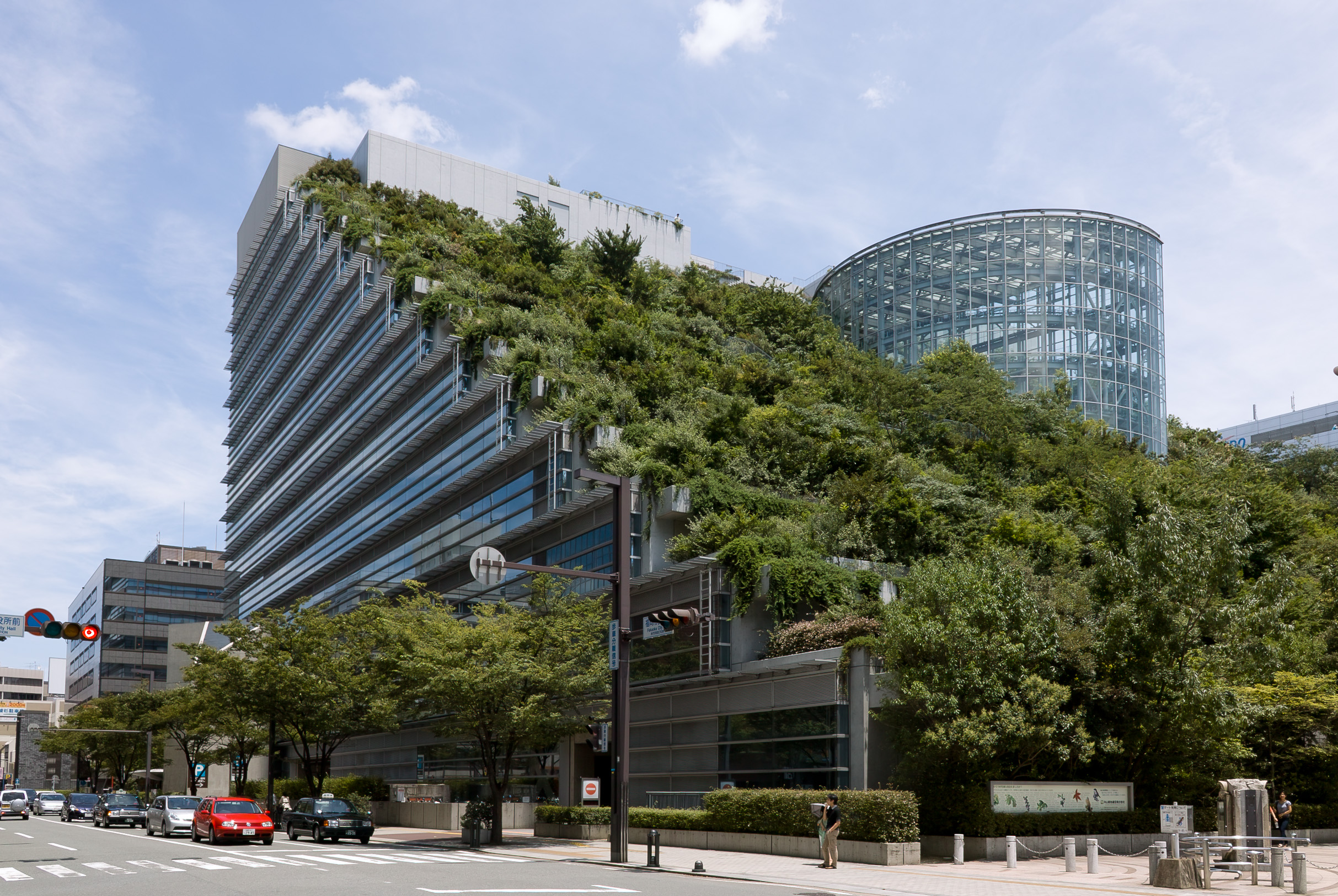
ACROS Fukuoka Prefectural International Hall

Nel 1865 Von Rabitz, architetto tedesco, pubblica per la prima volta un trattato che per primo espone e descrive i possibili benefici ambientali del verde pensile all'interno dei contesti urbani.

### Primi del Novecento
Verso une architecture (1923) di le Corbusier : raccolta di saggi in cui vengono enunciati i cinque punti dell'architettura moderna, tra cui il toit-terrasse (tetto terrazza) che ha la funzione di restituire all'uomo il suo rapporto con il verde, che non è solo sotto l'edificio ma anche e soprattutto sopra.

### Anni settanta-ottanta
"L'architetto verde'" (1970) di Emilio Ambasz: precursore di un movimento rivolto ad un'architettura innovativa ed energicamente efficiente. Le città sono ambienti dove l'architettura si intersecano con il verde. L'obbiettivo di Ambasz è restituire agli agglomerati urbani il verde sottratto per lasciare il posto agli edifici e alle opere di urbanizzazione, capovolgendo il concetto per cui le città sono per gli edifici e le periferia per parchi.

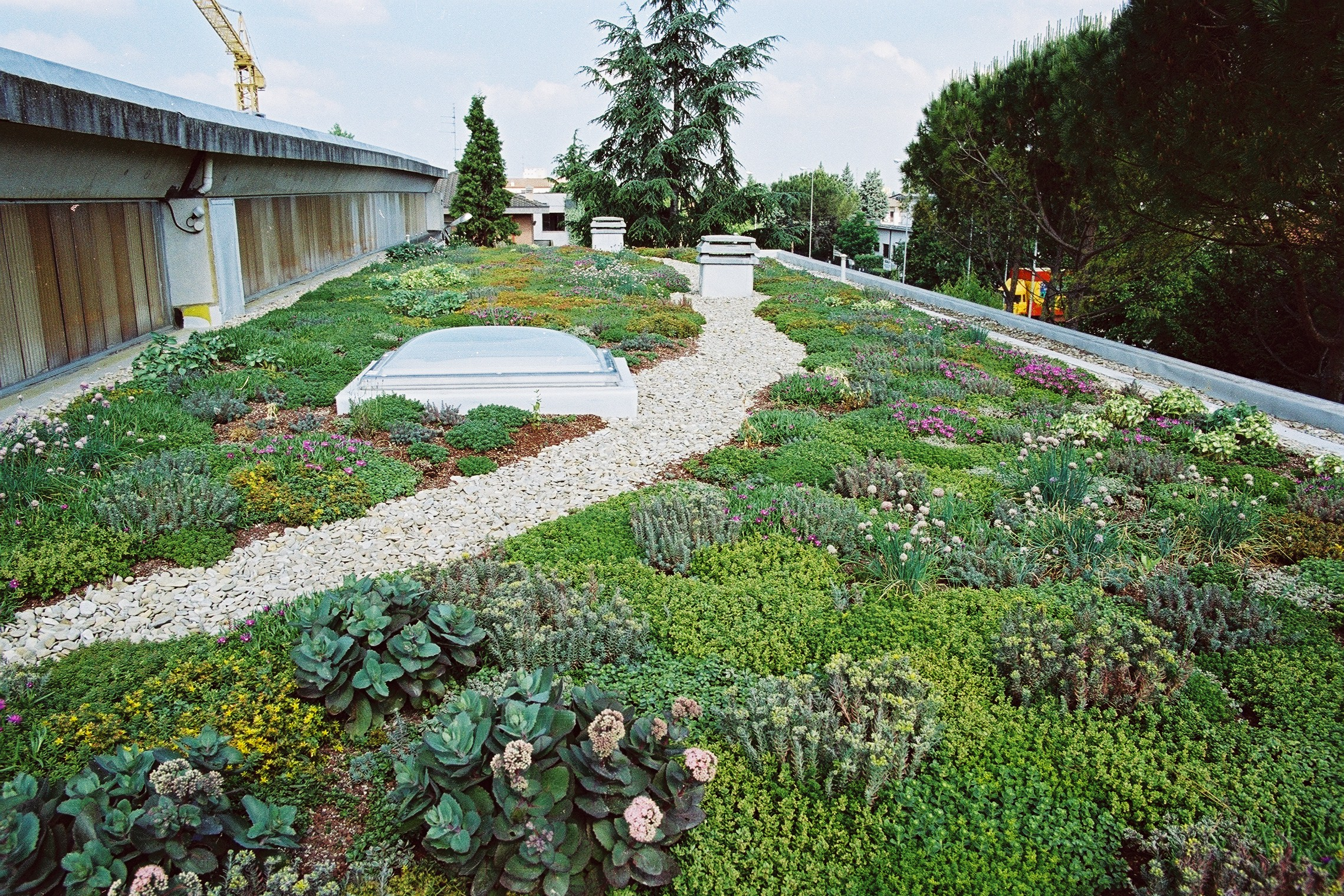
Esempio di tetto verde estensivo, nato dall'idea del giardino pensile con lo scopo di essere impiegato nelle zone industriali in espansione per mantenere la regimazione idrica.

Negli anni settanta del Novecento la cultura del verde pensile è favorita nei paesi centro europei in particolare il primo paese a mettere le basi fu la Germania, dove l'attenzione per l'ambiente e la sua salvaguardia si sviluppò all'interno dell'opinione pubblica, causata da un processo di urbanizzazione post bellico impellente e poco attento alla salvaguardia delle aree verdi. Nasce la FLL, ente che promuove il recupero, utilizzo, salvaguardia e miglioramento degli ambienti urbani e abitativi. Nel decennio 1970-80 viene varata la prima legge di tutela ambientale, il cui scopo era rendere obbligatoria la realizzazione di aree verdi all'interno dei cortili e sulle coperture piane degli edifici. Alla fine del 1980, oltre 3000 comuni tedeschi decisero di finanziare la realizzazione delle coperture a verde pensile con incentivi da 25 DEM/m² fino a 100 DEM/m² nella città di Berlino.